# Errindlev-Olstrup-Tågerup Sogn
Errindlev-Olstrup-Tågerup Sogn er et sogn i Maribo Domprovsti (Lolland-Falsters Stift).
Sognet blev dannet 1. juli 2022 ved en sammenlægning af Errindlev Sogn, Olstrup Sogn og Tågerup Sogn.
|  | Denne artikel kan blive bedre, hvis der indsættes geografiske koordinater Denne artikel omhandler et emne, som har en geografisk lokation. Du kan hjælpe ved at indsætte koordinater i wikidata. |

1. 1 2  Statistikbanken Folketal den 1. i kvartalet efter sogn og folkekirkemedlemskab (dansk)